# Riacho Monte Lindo Grande
El riacho Monte Lindo Grande es un curso de agua que nace en el interior de la Provincia de Formosa, en el Departamento Patiño en proximidades de la localidad de Pozo del Tigre. Discurre a través de incontables meandros en sentido oeste-este hasta desembocar en el Río Paraguay. Atraviesa los departamentos de Patiño, Pirané y Formosa. Cuando se producen crecidas excesivas del Río Pilcomayo, sus aguas alimentan a este riacho a través de un canal artificial de 40 km de longitud. Este riacho ha desarrollado albardones y depósitos aluviales paralelos, dentro de los cuales se pueden incluir los paleoalbardones, cauces abandonados, lagunas y otras formas producto de la divagación del riacho. Su curso se extiende en una llanura aluvial de ancho variable, entre los 800 y 1600mts. con meandros irregulares.

## Flora y Fauna
En sus márgenes se desarrollan impenetrables montes y selvas en galería donde habitan las especies más representativas de la flora y fauna del Gran Chaco.

### Flora
- Copernicia alba.
- Pindó.
- Timbó Colorado.
- Timbó blanco (Albizia inundata).
- Ibirá Pitá.
- Guayacán (Libidibia paraguariensis).
- Urunday (Astronium balansae).
- Ñangapirí.
- Ambay
- Guapurú
- Quebracho colorado chaqueño
- Quebracho colorado santiagueño
- Quebracho Blanco.
- Palo santo
- Palo borracho

### Fauna

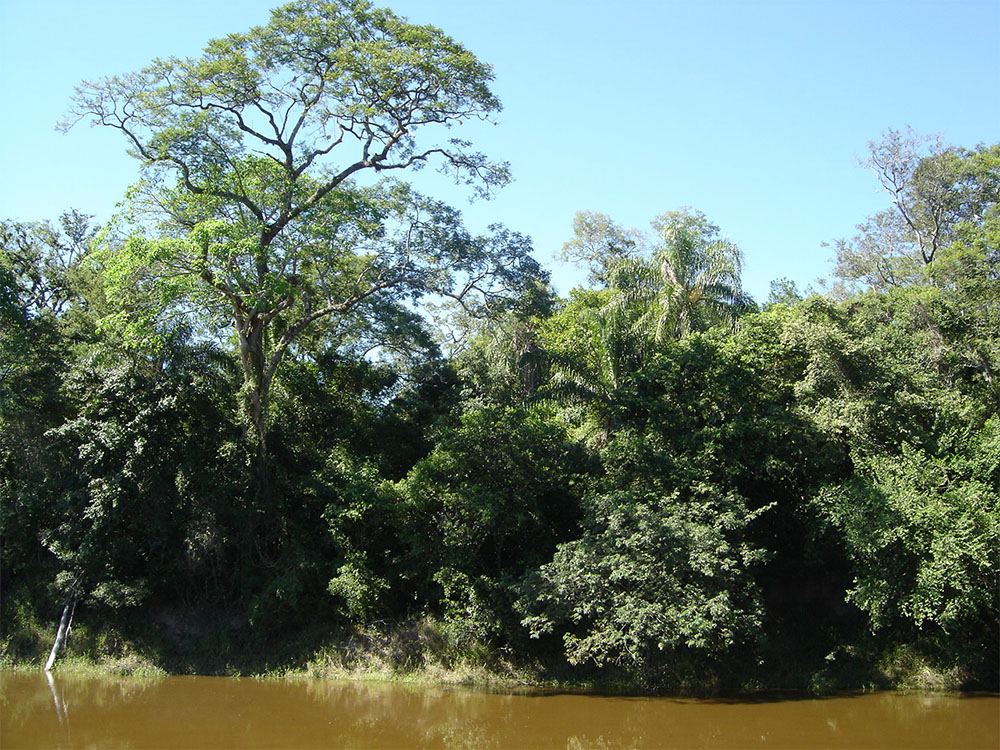
Riacho Monte Lindo Grande - Formosa, Argentina

- Tapir.
- Ocelote.Riacho Monte Lindo Grande - Formosa, Argentina
- Oso hormiguero.

- Oso Mielero.
- Puma.
- Zorro.
- Pecarí.
- Coatí.
- Aguará Popé.
- Carayá.
- Carpincho.
- Tucan
- Urraca Morada
- Garza Blanca
- Charata
- Crespín
- Tingazú
- Ipacaá
- Ñacurutú
- Aguilucho Pampa
- Taguató
- Loro hablador

## Turismo
Desde el año 1990, en el mes de abril la Municipalidad de la Ciudad de Formosa realiza la Travesía Náutica Fundación de Formosa declarada de interés legislativo. La travesía parte desde el puente sobre la Ruta Nacional 11, descendiendo por el Riacho Monte Lindo pasando por la localidad de Dalmacia, para luego seguir descendiendo por el Río Paraguay y 3 días después arribar a la Ciudad de Formosa.
En dicho evento participan nautas de distintas provincias argentinas y de la vecina República del Paraguay.